# مقاطعة مكلين (كنتاكي)
]مقاطعة مكلين (بالإنجليزية: McLean County)‏ هي إحدى المقاطعات في ولاية كنتاكي في الولايات المتحدة الأمريكية.